# Marine Raiders (filme)
Marine Raiders (bra: Inferno no Pacífico) é um filme de drama, ação e guerra norte-americano de 1944 dirigido por Harold D. Schuster e Robert Wise.
Conta a história de soldados em treinamento de emergência.